# Consorti dei sovrani di Lucca
Questa è una lista delle consorti dei sovrani che governarono sulla città di Lucca nei secoli della sua esistenza come stato indipendente, prima come repubblica dal 1119 al 1799, poi come signoria, dal 1400 al 1430, ed infine come ducato dal 1815 al 1847.

## De factoConsorti di Lucca
Castracani (1316-1328) 
| Immagine | Nome               | Padre                                   | Nascita | Matrimonio | Divenne Consorte | Cessò di essere Consorte | Morte | Consorte              |
| -------- | ------------------ | --------------------------------------- | ------- | ---------- | ---------------- | ------------------------ | ----- | --------------------- |
|          | Pina degli Streghi | Jacopo Streghi da Monteggiori (Streghi) | ?       | ?          | 4 novembre 1316  | 3 settembre 1328         | ?     | Castruccio Castracani |

## Signore di Lucca
Guinigi (1400-1430) 
| Immagine | Nome                        | Padre                                 | Nascita  | Matrimonio      | Divenne Consorte | Cessò di essere Consorte | Morte           | Consorte      |
| -------- | --------------------------- | ------------------------------------- | -------- | --------------- | ---------------- | ------------------------ | --------------- | ------------- |
|          | Maria Caterina Antelminelli | Valeriano Antelminelli (Antelminelli) | 1388     | 1400            | 1400             | 1400                     | 1400            | Paolo Guinigi |
|          | Ilaria del Carretto         | Carlo I del Carretto (Del Carretto)   | 1379     | 3 febbraio 1403 | 3 febbraio 1403  | 8 dicembre 1405          | 8 dicembre 1405 | Paolo Guinigi |
|          | Piacentina da Varano        | Rodolfo III da Varano (Da Varano)     | 1386 ca. | 1407            | 1407             | 1416                     | 1416            | Paolo Guinigi |
|          | Jacopa Trinci               | Ugolino III Trinci (Trinci)           | 1394 ca. | 1420            | 1420             | 1422                     | 1422            | Paolo Guinigi |

## Duchesse di Lucca
Borbone di Parma (1824-1847) 
| Immagine | Nome                   | Padre                                        | Nascita           | Matrimonio     | Divenne Duchessa | Cessò di essere Duchessa | Morte          | Consorte       |
| -------- | ---------------------- | -------------------------------------------- | ----------------- | -------------- | ---------------- | ------------------------ | -------------- | -------------- |
|          | Maria Teresa di Savoia | Vittorio Emanuele I, Re di Sardegna (Savoia) | 19 settembre 1803 | 17 agosto 1820 | 13 marzo 1824    | 17 dicembre 1847         | 16 luglio 1879 | Carlo Lodovico |